# Reseda arabica
Reseda arabica är en resedaväxtart. Reseda arabica ingår i släktet resedor, och familjen resedaväxter.

## Underarter
Arten delas in i följande underarter:
- R. a. arabica
- R. a. moroccana
- R. a. integrifolia